# Isart Digital
Isart Digital est un établissement d'enseignement supérieur privé fondé à Paris en 2001, présent en France et au Canada. L'école dispense des formations en alternance dans les domaines du jeu vidéo, de l’animation 3D et du design sonore et musical. Elle est l'une des 28 formations reconnues du Réseau des écoles françaises de cinéma d’animation.

## Histoire
Isart Digital a été créée en 2001 à Paris par Xavier Rousselle, actuel directeur de l’école. À partir de 2008, un partenariat avec l’école japonaise Niigata Computer College permet des échanges entre les étudiants des deux écoles.
En 2010, un deuxième campus Isart Digital ouvre à Montreuil et l’école devient l’hôte des éditions parisiennes de la Global Game Jam. En 2013, l’école s’implante au Canada avec l’ouverture d’un campus à Montréal. En 2015, Isart Digital crée un programme d’échange d’étudiants avec l'université de technologie de Tokyo  (東京工科大学, Tōkyō kōka daigaku).

## Organisation
Le campus parisien d’Isart Digital se situe dans le quartier de la Bastille au 60 boulevard Richard Lenoir, dans le onzième arrondissement. Isart Digital est présente au Canada avec un campus à Montréal.
À Tokyo, Isart Digital est en partenariat avec l'université de technologie de Tokyo (東京工科大学, Tōkyō kōka daigaku), où les étudiants en échange peuvent participer à un game jam dont les jeux sont présentés lors du Tokyo Game Show. Les étudiants peuvent choisir d’étudier une année complémentaire au Niigata Computer College ou de partir un mois en séjour court et participer au Tokyo Game Show.

### Enseignement
Isart Digital est l'une des 28 formations reconnues du Réseau des écoles françaises de cinéma d’animation. L’école est organisée en trois départements : « jeu vidéo », « cinéma animation 3D-FX », « music & sound design ». Les diplômes délivrés sont de niveaux 6 et 7 au répertoire national des certifications professionnelles. Au Canada, les formations sont reconnues par le gouvernement du Québec avec l'attestation d'études collégiales.

### Incubateur
Isart Digital accueille un incubateur de start-ups ainsi qu’un laboratoire de recherche et développement. Le but est de mettre à disposition des anciens élèves des locaux ainsi que le réseau et l’expérience des équipes d’Isart pour faciliter le développement de leurs projets et leur éventuelle commercialisation.
L’incubateur accueille depuis 2017 l’équipe de Super Chickens Catchers, commercialisé en 2020 sur PC via Steam puis sur Nintendo Switch dans un second temps. L’incubateur a accompagné les projets Fireman, une simulation incendie pour sapeurs-pompiers), Leukos War, pour sensibiliser les adolescents aux dons d’ordre médical, Skybolt Zack, Kyub ou I-Fluid.

## Distinctions et récompenses
- 2ᵉ au classement 2020 Le Figaro Étudiant des écoles de jeu vidéo[15]
- 3ᵉ au classement des écoles de jeu vidéo réalisé par L’Etudiant en 2018[16]

## Controverses
En avril 2021, Libération et Gamekult publient une enquête conjointe dénonçant les conditions de pression extrême et la culture du crunch dont seraient victimes de nombreux étudiants d'écoles de jeu vidéo françaises, parmi lesquelles Isart Digital,,. Le premier article de Libération expose néanmoins le fait que l'école est le « seul établissement privé parmi ceux [qu'il a] interrogés à afficher une politique volontariste sur le sujet ». La culture du crunch y est ainsi proscrite, l'école et ses intervenants recommandant aux étudiants de travailler deux à trois heures par jour en plus des cours,.